# Dachboulag (Chéki)
Dachboulag est un village de la région de Şəki en Azerbaïdjan.

## Géographie
Le village de Dachboulag de la région de Şəki est situé dans la circonscription administrative du village de Dachuz.

## Économie
La principale occupation de la population du village est l'agriculture et l'élevage.

## Population
Selon les statistiques de 2009, la population du village est de 469 personnes.

## Culture
Il y a une école dans le village de Dachboulag.